# Partito Realista Estone
Il Partito Realista Estone (in estone: Eesti Rojalistlik Partei) è stato un partito politico fondato in Estonia nell'immediata era post-sovietica. I suoi membri più importanti erano i noti umoristi Priit Aimla, Kirill Teiter e Ralf Parve, mentre il partito era guidato da Kalle Kulbok.

## Storia
Come in molti altri paesi dell'Europa orientale, dopo la caduta del comunismo e la  riacquisizione dell’indipendenza nel 1991, anche in Estonia vi fu una grande proliferazione di partiti, che resero il sistema politico estremamente frammentato.
Il Partito Realista Estone, fondato nel 1989 e registrato ufficialmente il 27 settembre 1990,  fu ampiamente considerato un'espressione umoristica di protesta. Il partito si alleò alla cosiddetta Unione Monarchica "Toome Libero" nella coalizione dei Re Indipendenti (Sõltumatud Kuningriiklased, abbreviato SõlKun) e si presentò alle prime elezioni parlamentari del 1992. Il programma ufficiale del partito prevedeva di stabilire la monarchia in Estonia proponendo quale sovrano il principe Edoardo d'Inghilterra (poi rimpiazzato da Carlo Filippo di Svezia), sul modello delle monarchie scandinave di Svezia e Norvegia. Pur spendendo per la campagna elettorale una sola corona estone, la lista elettorale ebbe un sorprendente successo, ottenendo 32.638 voti (7,12%) e guadagnando così 8 seggi parlamentari al Riigikogu. 
Entrarono così al parlamento: Priit Aimla, Tõnu Kõrda, Lembit Küüts, Vambola Põder (deceduto nel 1993 e sostituito da Mihkel Kraav), Rein Kikerpill, Kalle Kulbok, Ralf Parve, Vilja Savisaar e Kirill Teiter. Più tardi, Vilja Laanaru e Aadu Must si unirono al Partito di Centro, Priit Aimla al Partito Riformatore e molti altri si ritirarono dalla normale politica del partito. 
In pratica, il principale risultato del partito fu ridicolizzare le leggi all'epoca vigenti o le proposte di legge presentate da altri partiti, come quando proposero di sostituire l'ora di preghiera obbligatoria proposta, utilizzandola per eseguire un rito neopagano in lingua ugrica completo di tamburello. Il partito è anche ricordato per il loro "sciopero del mangiare" in contrapposizione allo sciopero della fame di Lebedev e Petinov. I membri del partito "ordinarono" all'esercito di tenere una parata a Tallinn il 7 novembre in occasione del giorno di Gustavo II Adolfo di Svezia (fondatore dell'Università di Tartu e ucciso il 6 novembre 1632 nella battaglia di Lützen): dato che lo stesso giorno si svolgeva la tradizionale parata celebrativa della Rivoluzione d'ottobre, l'ERP ringraziò il viceammiraglio Juri Belov per averli accontentati. I monarchici dichiararono che tutti i soldati dell'esercito sovietico in Estonia erano divenuti prigionieri di guerra, mentre le unità militari erano state trasformate in campi di concentramento: tuttavia, poiché l'Estonia non aveva abbastanza potere per controllarli, i soldati-prigionieri di guerra avrebbero dovuto autoproteggersi. 
Alcuni giorni prima del referendum costituzionale in Estonia del 28 giugno 1992, i monarchici chiesero al popolo: "Vuoi un regno estone libero, indipendente e democratico governato da un re (Carlo Filippo di Svezia), eletto dal popolo?". Gli elettori favorevoli alla proposta avrebbero dovuto accendere un fuoco il 23 giugno 1992 dalle 20:00 alle 24:00. Il risultato della "votazione" fu considerato positivo, con un gran numero di falò accesi nella maggior parte degli insediamenti in Estonia (in realtà, da sempre in Estonia e nei paesi nordici la notte del solstizio d'estate viene normalmente festeggiata come notte di mezza estate, con l'accensione tradizionale di fuochi).
Il partito fu anche determinante nel tracciare la rotta esatta della Via Baltica e nel prendere la decisione di barricare l'edificio Riigikogu su Toompea durante il colpo di stato di agosto.
Le elezioni parlamentari del 1995 richiesero risorse finanziarie molto più elevate rispetto alle precedenti votazioni. I monarchici, che avevano sempre sostanzialmente rifiutato di essere finanziati, non ebbero la possibilità di riconfermare il loro primo storico successo elettorale: insieme al partito dei Verdi Estoni (Eesti Rohelised)  costituirono la coalizione della Quarta Alleanza Elettorale (Valimisliit Neljas Jõud), che non riuscì però ad ottenere un numero sufficiente di voti (4.377 preferenze, pari allo 0,81%) per superare la soglia di sbarramento del 5%.
Nell'ottobre 1998 il partito non riuscì a raccogliere le mille firme necessarie per partecipare alle elezioni, cosicché le attività cessarono definitivamente.